# Скляний міст Чжанцзяцзе
Скляний міст Чжанцзяцзе є перехідним мостом в окрузі Чжанцзяцзе, Китай, над областю Улін'юань. Міст, збудований як атракція для туристів, має скляне дно і є прозорим. На мить відкриття, він був найдовшим і найвищим скляним мостом у світі. Довжина мосту, який був відкритий для загалу 20 серпня 2016 року, становить 430 метрів у загальній довжині та 6 метрів у ширину, також він розміщений на висоті близько 300 метрів над землею. Міст охоплює каньйон між двома гірськими скелями в національному лісовому парку Чжанцзяцзе у центральній провінції Китаю Хунань. Він побудований таким чином, що може містити до 800 відвідувачів одночасно. Міст спроєктував ізраїльський архітектор Хаїм Дотан.
Аби побудувати міст, інженери звели 4 опорні колони по краях стін каньйону. Міст зроблений з металевої рами з більш як 120 скляними панелями. Кожна з цих панелей є 3-шарова і являє собою 2-дюймову плиту з гартованого скла. До нижньої частини моста прикріплені три довгі гойдалки. Також є можливість до стрибка з висоти 285 метрів, так званий банджі-джампінг. Місце вважається найвищою точкою для подібних стрибків у світі.
Згідно з даними Комітету з питань управління мостом, міст встановив десять світових рекордів, зокрема охоплюючи такі його аспекти, як проєктування та будівництво.
Рекорд найдовшого скляного моста невдовзі побив міст у місцевості Хун'яґу, Хебей.

## Закриття та відкриття
2 вересня 2016 року, всього через 13 днів після відкриття мосту, влада оголосила, що закриває його через величезний потік відвідувачів. Міст, розрахований на 800 осіб одночасно, і який, як очікувалося, відвідуватиме близько 8 тисяч осіб/добу, привабив понад 80,000 відвідувачів/день.
Влада заявила, що уряд вирішив призупинити діяльність моста, внаслідок «терміновості вдосконалення та оновлення» атракцій, зокрема, йшлося про автостоянки, систему бронювання квитків та обслуговування клієнтів.
Міст було знову відкрито 30 вересня 2016 року.